# Ɛ
Ɛ – litera zmodyfikowanego alfabetu łacińskiego. Z wyglądu Ɛ przypomina duże pisane E oraz odwróconą liczbę 3. Natomiast ɛ wygląda prawie identycznie jak mała grecka litera epsilon ε. Jest używany w afrykańskim języku ewe. Wymawia się go jak polskie e, jako samogłoska półotwarta przednia niezaokrąglona [IPA:ɛ].